# United World College Maastricht
Le United World College Maastricht (UWCM) situé à Maastricht, aux Pays-Bas est une école internationale faisant partie du réseau United World College. L'école a été créée en 2009 et a déménagé dans un nouveau campus dans le quartier d'Amby à Maastricht en 2013.

## Histoire
Créée en septembre 2009, l'école est issue d'une fusion de l'école internationale de Maastricht et de l'école primaire internationale Joppenhof. L'école était la 12eme à faire partie du réseau United World Colleges. En septembre 2013, l'école a déménagé dans un nouveau campus dans le quartier de Maastricht à Amby.

## Caractéristiques principales
L'UWC Maastricht compte actuellement environ 900 étudiants âgés de 2 à 18 ans. Ils proviennent de plus de 100 pays. La communauté UWC Maastricht comprend 200 élèves internationaux en internat sélectionnés par un réseau mondial d'environ 160 comités nationaux en fonction de leur mérite personnel et de leur potentiel, indépendamment de leur religion, de leur culture, de leur politique ou de leur situation financière. Les étudiants obtiennent leur diplôme du Baccalauréat International, une qualification d'entrée à l'université acceptée dans le monde entier. Le collège a souvent atteint le score moyen le plus élevé de l'IB parmi les écoles de l'IB aux Pays-Bas, avec une moyenne de 34 points en 2012.
L'école a été créée en tant que centre pour tous les élèves des comités nationaux de Belgique, d'Allemagne et des Pays-Bas pour en être un exemple probant, représentant environ 25% de l'ensemble de la population scolaire. S'appuyant sur la vaste expérience des United World Colleges et de l'International School Maastricht, l'UWC Maastricht agit comme un centre d'expertise pour les services communautaires (Expertise Centrum voor Maatschappelijke Stages). Ce centre fait partie du nouveau campus universitaire et estouvert non seulement à l'UWC, mais également à d'autres écoles nationales. Le ministère néerlandais de l'éducation s'attend à ce que le collège serve d'exemple à d'autres écoles néerlandaises.
UWC Maastricht fait partie de la grande famille internationale UWC. Le président du Comité International (International Board), comité administrant le mouvement international, est la Reine Noor de Jordanie, tandis que le président d'honneur de l'UWC était Nelson Mandela. Le roi néerlandais Willem-Alexander est un ancien étudiant de l'UWC Atlantic College et patron de l'organisation UWC des Pays-Bas. Il a ouvert l'école en 2013.

## Campus
Le nouveau campus de Discusworp 65 à Amby se compose de deux bâtiments scolaires et de trois dortoirs, disposés dans un cadre verdoyant sur une «île» entourée de douves et accessibles via deux ponts. Le campus fait partie du Geusseltpark et est adjacent à une grande piscine, un stade de football et d'autres installations sportives. Le campus accueille 120 étudiants en internat. Au total, il y a environ 730 élèves (23 élèves du préscolaire, 263 élèves du primaire, 323 élèves du jour du secondaire et 120 élèves résidentiels et à chaque étage, un parent de maison qui est également enseignant) provenant d'environ 90 pays. 

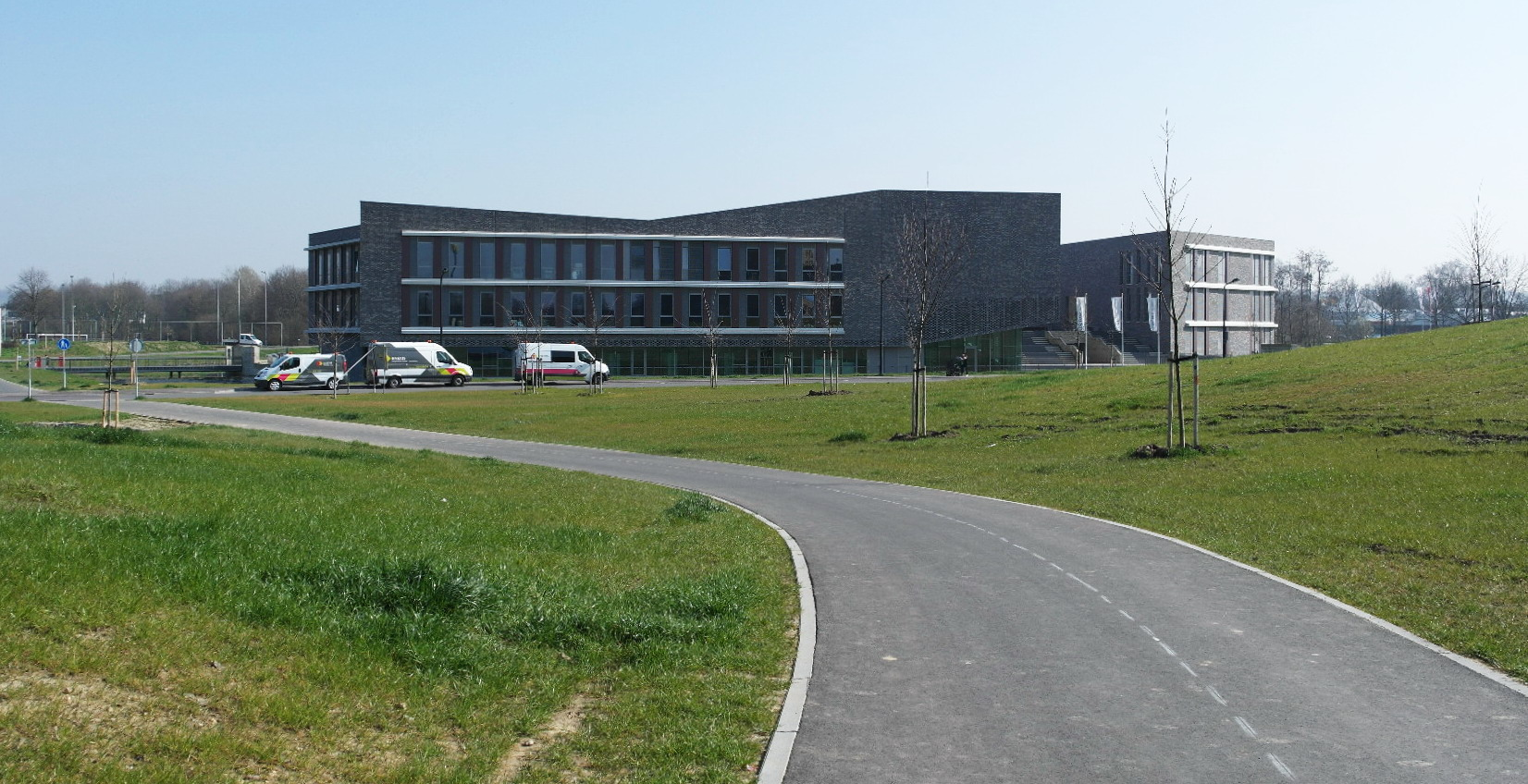
Campus UWCM à Amby
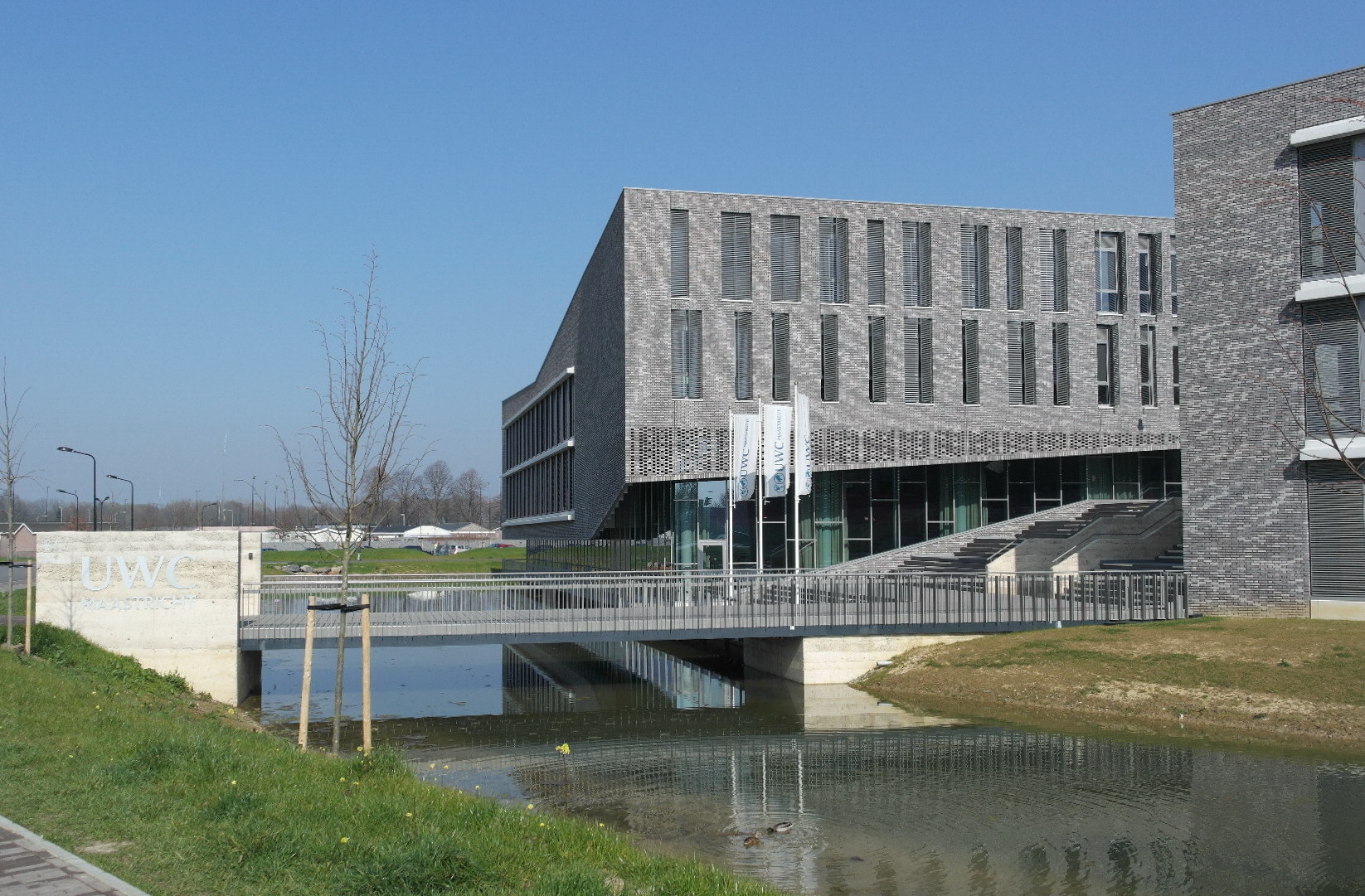
Campus UWCM, pont sur les douves
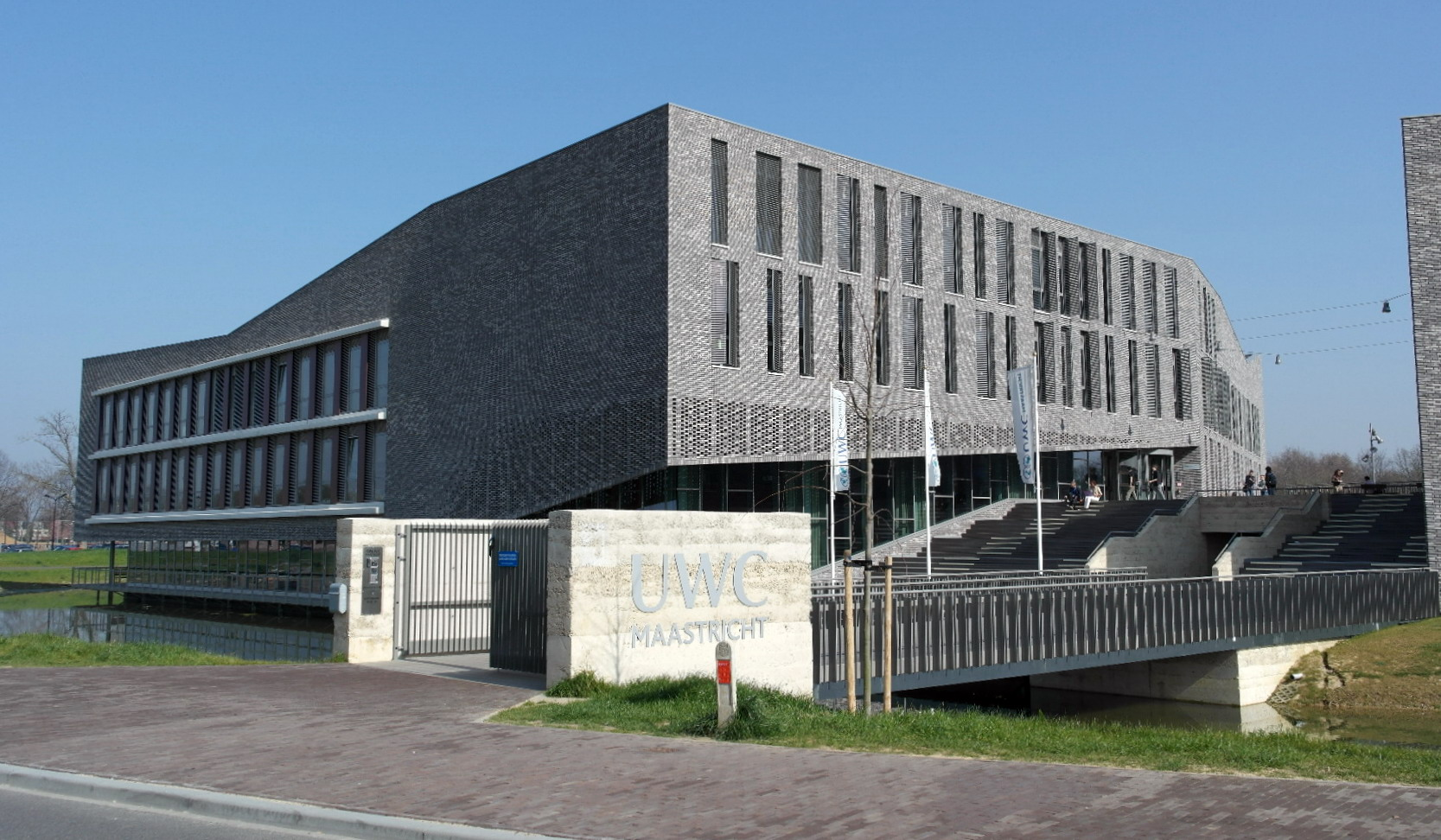
Campus UWCM, bâtiment scolaire
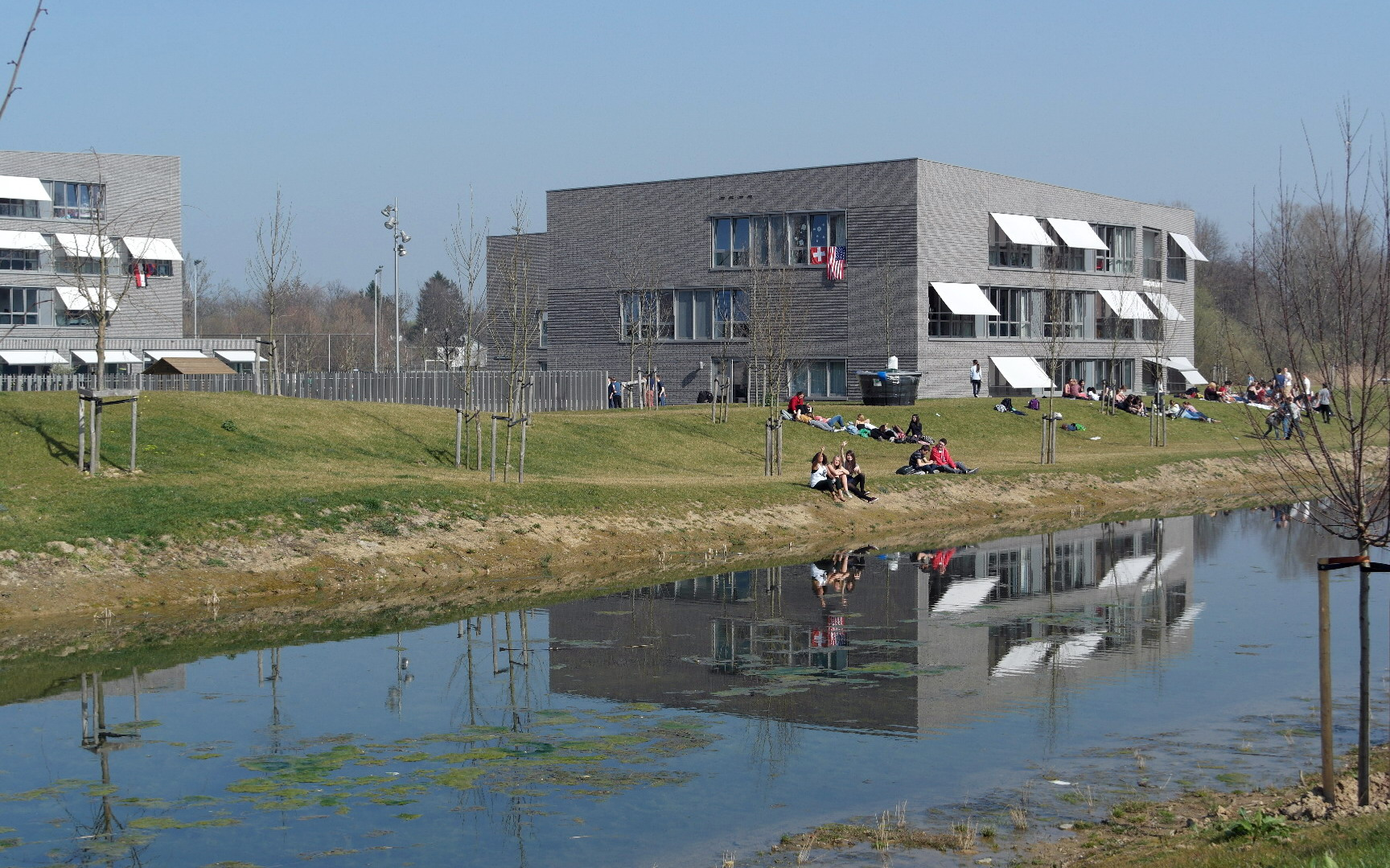
Campus UWCM, dortoirs